# Puente Nicolás Avellaneda
El puente Nicolás Avellaneda cruza el Río Matanza-Riachuelo, uniendo los barrios de La Boca, en el sur de la Ciudad de Buenos Aires, e Isla Maciel, en el Municipio de Avellaneda. Su viaducto forma parte de la Ruta Nacional A001. Consta simultáneamente de un tablero levadizo y un puente transbordador, lo que lo hace único en su tipo en el mundo. Fue diseñado para reemplazar al adyacente Puente Transbordador Nicolás Avellaneda.

## Características

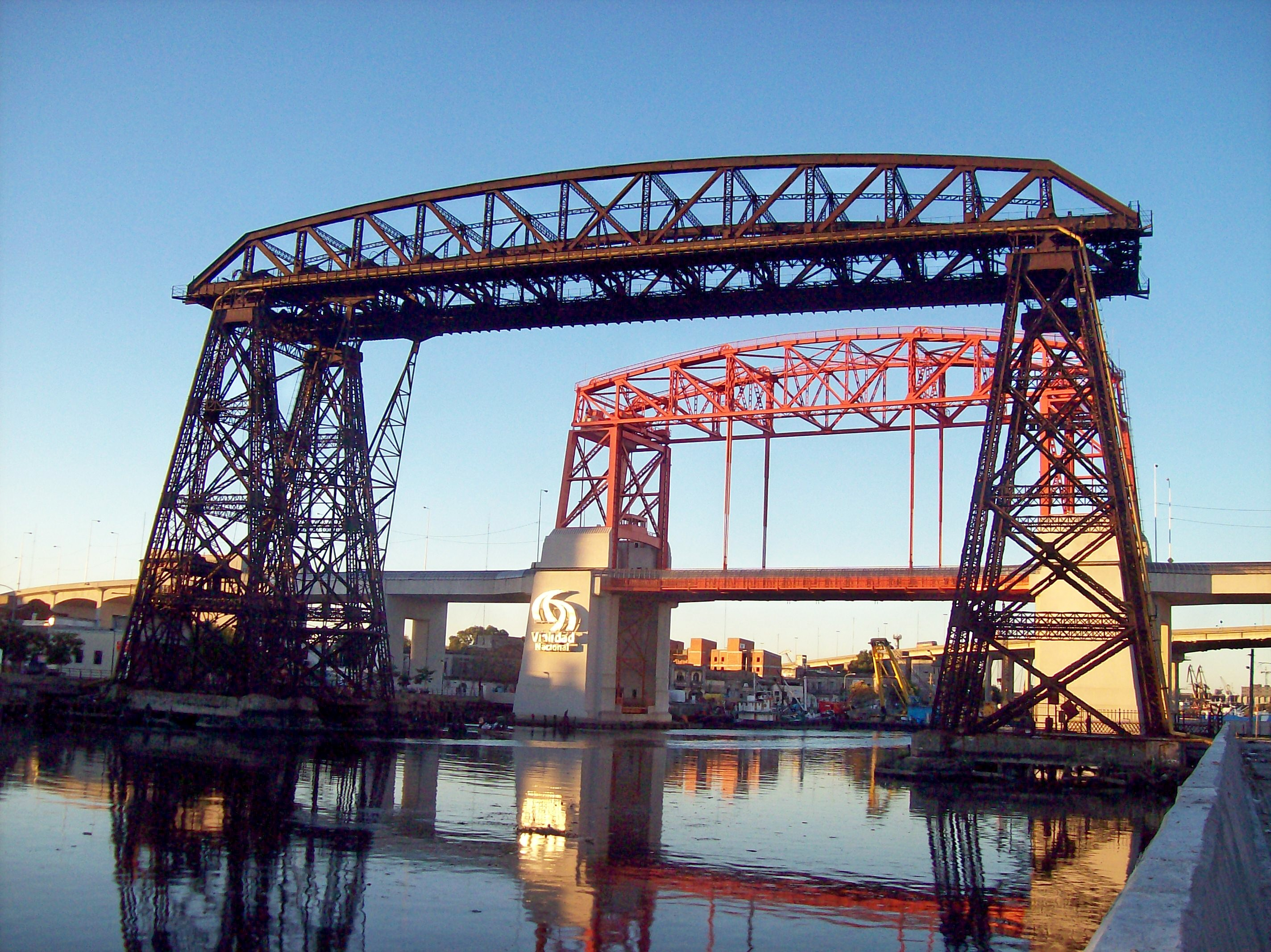
Delante el Transbordador Nicolás Avellaneda, detrás el puente.

Inaugurado el 5 de octubre de 1940 a escasos metros del antiguo puente transbordador (con el que comparte nombre), su construcción fue una de las primeras obras del mundo en acero y cemento.
Tiene un largo aproximado de 1650 metros, desde su acceso en la avenida Sargento Ponce, en Dock Sud hasta la avenida Almirante Brown (esquina calle Pinzón), en el barrio porteño de La Boca. Originalmente el acceso por la calle Pinzón pretendió ser provisorio, estando en el proyecto original la voluntad de hacer una extensión hasta la calle Wenceslao Villafañe.
Es una de las principales vías de tráfico entre Avellaneda y la Capital Federal, sobre todo cuando el Nuevo Puente Pueyrredón sufre cortes. También cuenta con pasarelas habilitadas para la circulación de peatones, a las cuales se accede desde dos edificios (uno de cada ribera), donde se instalaron oficinas y viviendas de los técnicos de la Dirección Nacional de Vialidad, actualmente en restauración.

## Historia
Para el cálculo de la luz libre que debía tener el Puente Nicolás Avellaneda, se realizó un censo con las embarcaciones que pasaron en el cruce a construir en noviembre de 1933. La cantidad de embarcaciones con altura menor de 20 m fue de 14.160, y con altura mayor 300. Así se decidió que el gálibo debía ser de 21 m sobre el nivel de las aguas medias, es decir 23,9 m con respecto a la cota cero del Riachuelo. 
Para el cruce de barcos mayores, se dotó al puente de un mecanismo levadizo para dejar una luz de 43 m con respecto a la cota cero del Riachuelo. De esta manera cada vez que pasaba una embarcación que requería el izaje del tablero, el tránsito de vehículos se cortaba por diez minutos. El ancho libre para navegación es de 60 m. La calzada del puente tiene 12 m de ancho útil y las pasarelas peatonales tienen un ancho de 2,50 m. Teniendo en cuenta que dicha pasarela estaba a 23 m de altura sobre el agua, se instalaron escaleras mecánicas para el acceso de peatones.
La longitud total del recorrido 
Incluyendo las rampas de acceso era de 1000 m. Debido a la pendiente de 5% no se permitió la tracción a sangre por el puente. Para solventar ese problema se construyó un mecanismo trasbordador debajo del tablero, con capacidad para cuatro a seis vehículos.
El proyecto arquitectónico estuvo a cargo del ingeniero civil Juan Agustín Valle y del arquitecto Eduardo Rodríguez Videla. El costo total de la obra, incluyendo las expropiaciones necesarias para emplazar el viaducto, fue de más de m$n 10.000.000. Fue considerado por la Dirección Nacional de Vialidad el más importante en su género de Sud América, y por algunos dispositivos único en el mundo. Los trabajos comenzaron el 27 de enero de 1937.
En la década de 1960 se consideró utilizar el puente para una futura autopista que conectara con las rutas 1 (a La Plata) y 2 (a Mar del Plata), pero finalmente se decidió construir un puente aparte, más cerca de la desembocadura del río.

### Renovación de 2010

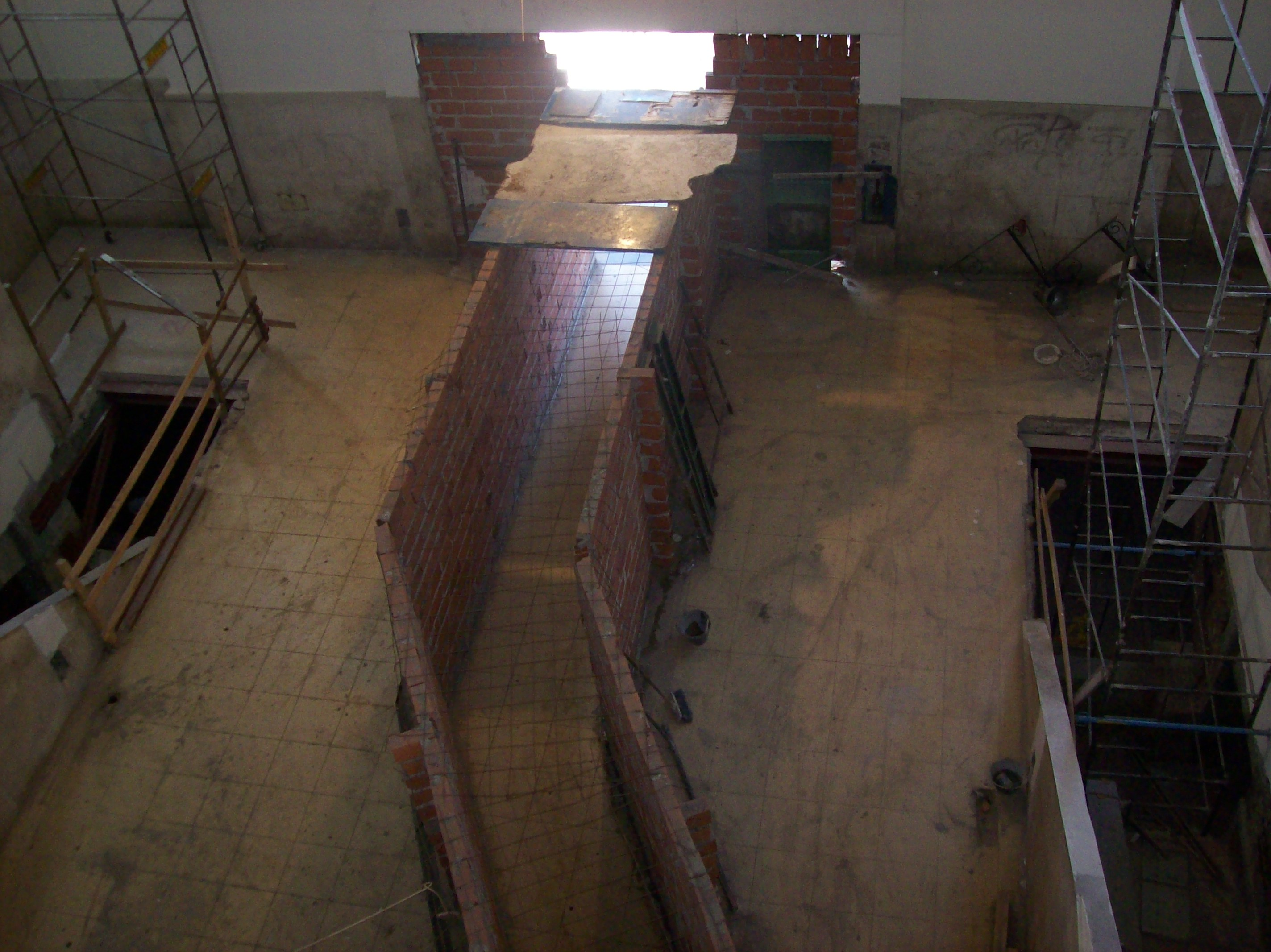
Entrada peatonal de la cabecera norte del puente durante la refacción.

El 29 de abril de 2010 se inauguraron obras de mantenimiento y puesta en valor: se mejoró el tráfico vehicular y peatonal al arreglarse el puente en sí y los viaductos de acceso. Se evitó que se continuara deteriorando el tablero por la acumulación de tierra en la calzada, lo que provocaba la corrosión de las dos vigas principales. En las pasarelas peatonales se retiraron piezas mecánicas que estaban sueltas restituyéndolas por nuevas. Además se renovó el sistema de iluminación y se colocaron semáforos intermitentes. 
La remodelación de los edificios que sirven de acceso a los peatones y el arreglo de las escaleras mecánicas además de una cubierta acrílica a lo largo de la pasarela peatonal mejoraron la conexión entre las comunidades de las dos orillas. 
Los vecinos fueron incorporados como personal de la Dirección Nacional de Vialidad, realizando tareas de mantenimiento, seguridad y control durante las 24 horas. 
Por todo el arreglo el Estado invirtió 94 millones de pesos argentinos.